# Гептагидрат сульфата магния
Гептагидра́т сульфа́та ма́гния (MgSO4·7H2O) — бесцветные кристаллы с ромбической решёткой (а = 1,187 нм, b = 1,200 нм, с = 0,688 нм, z = 4); плотностью 1,68 г/см3; твёрдость по Моосу 2—2,5; в воде легко растворяется. Другие названия — английская соль, горькая соль, магнезия, горькозём, эпсомская соль.
В природе английская соль содержится в воде многих горьких минеральных источниках, из которых её раньше и добывали. Впервые в 1695 году была выделена английским ботаником Неемией Грю из воды минерального источника в Эпсоме, отсюда название минерала того же состава — эпсомит.

## Применение
- В пищевой промышленности зарегистрирован в качестве пищевой добавки E518.
- Очень концентрированный раствор (30 %) английской соли используется во флоатинг-терапии.
- Используется как минеральное удобрение для растений в качестве источника магния или серы.
- Раствор сульфата магния в пиве, нанесённый на стекло и высушенный, создаёт красивый эффект матирования стекла[6].
- Ранее английская соль использовалась в качестве слабительного средства.